# Taurobolium

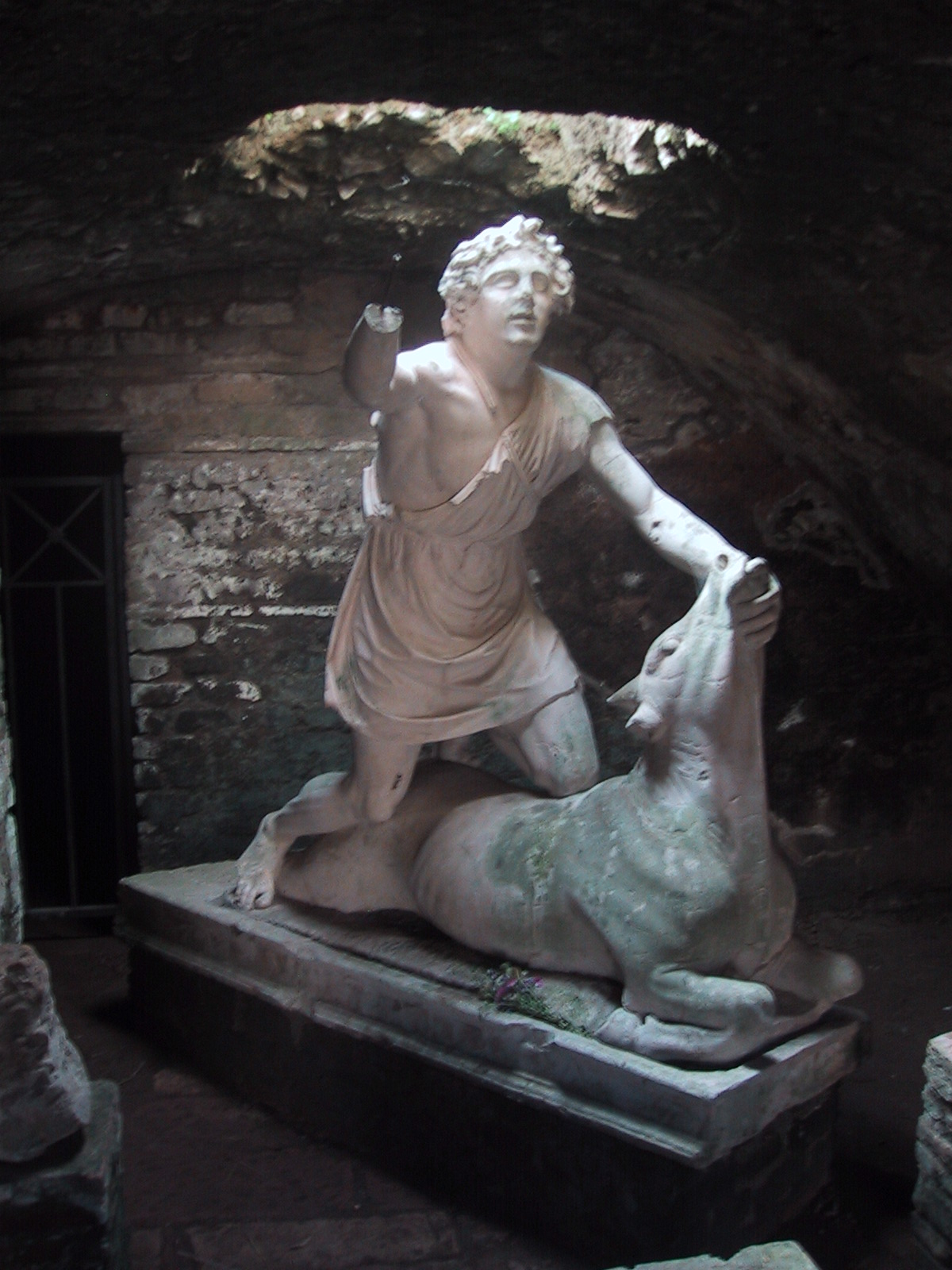
Posąg Mitry dokonującego taurobolium w mitreum w Ostii

Taurobolium (ofiara z byka) – ofiara ekspiacyjna, inicjacyjna i oczyszczająca w starożytnym Rzymie, związana z kultem bóstw: Kybele, Attisa i Mitry.
W kulcie Kybele kapłan, zwany gallem, schodził do podziemnego pomieszczenia, nad którym zabijany był byk i w ten sposób krew zwierzęcia spływała w dół na kapłana w formie rytualnej kąpieli. Było to określane jako ofiara oczyszczająca lub jako inicjacja do kultu Attisa.
W kulcie Mitry ofiara z byka była podstawowym rytuałem, naśladującym ofiarę samego Mitry (Mitra Tauroktonos). Odbywała się w mitreum w sposób podobny jak w kulcie Kybele, jako rytuał inicjacyjny wobec nowych adeptów kultu.